# زي روبرتو (لاعب كرة قدم مواليد 1993)
جوزي روبرتو أسونساو دي أراوخو فيلهو المعروف بـزي روبرتو (14 سبتمبر 1993 في تيكسيرا دي فريتاس في البرازيل – )؛ هو لاعب كرة قدم يلعب كمهاجم لعب سابقاً في نادي بني ياس 

## روابط خارجية
زي روبرتو (لاعب كرة قدم مواليد 1993) على موقع دوري كوريا الجنوبية (الإنجليزية)
- زي روبرتو (لاعب كرة قدم مواليد 1993) على موقع قاعدة بيانات كرة القدم.إي يو (الإنجليزية)
- زي روبرتو (لاعب كرة قدم مواليد 1993) على موقع Soccerway.com (الإنجليزية)

لا توجد روابط لمواقع التواصل الاجتماعي.